# 遺伝子改変動物
遺伝子改変動物（いでんしかいへんどうぶつ、genetically modified animal）は、遺伝子工学を用いて人為的に個体の遺伝情報を変化させた動物である。その作製法により、外部から特定の遺伝子を導入したトランスジェニック動物、特定の遺伝子を破壊して欠失させたノックアウト動物などの種類がある。生命科学分野では、特定の遺伝子が生体内 (in vivo) でどのように機能しているかを研究するために必須の存在となっており、特に遺伝子改変マウス（ノックアウトマウス）は、ヒトと近縁の高等哺乳動物で最も早く技術が確立したことから、ヒトの生理現象や疾患を再現できるモデル生物として現在最も多く利用されている。
遺伝子改変動物の作製には専門的な知識と技術が必要であり、またその利用は国際的な法の規制を受けるため、専用の施設を有する大学などの研究機関や企業でのみ作製・維持されている。
人為的に作製された遺伝子改変動物は生態系に影響を与える恐れがあり、2009年現在、生物の多様性に関する条約の一部であるカルタヘナ議定書によって世界的に規制の枠組みが定められている。日本ではこれに対応する国内法としていわゆるカルタヘナ法があり、動物だけでなく植物や細菌・真菌なども含めた遺伝子組換え生物の作製、移動、保管が制限されている。
線虫やショウジョウバエ、ゼブラフィッシュなど小型の動物では、変異原を投与して様々な遺伝子に突然変異を起こすことが広く行われている。このようにして得られた個体も人為的に遺伝情報を変化させてはいるが、極めて可能性は低いものの自然にも起こり得る変化であり、外来の遺伝子を含まないため、カルタヘナ法による規制の対象とならない。このような個体は突然変異体と呼ぶのが一般的である。
トランスジェニックマウスの作製には様々な方法があるが、近年ではマイクロインジェクション法が主流となっている。作製方法はドナー動物から採取した受精卵前核へ倒立顕微鏡下でマイクロキャピラリーを用いてDNA溶液を注入する。DNA溶液は事前に調製しておいたものを使用する。その受精卵をレシピエント動物の卵管内に移植し、自然分娩された出生動物がトランスジェニックとなる。